# Rue de l'Abbaye (Marseille)
Pour les articles homonymes, voir Rue de l'Abbaye.
La rue de l'Abbaye est une voie du 7e arrondissement de Marseille.

## Situation et accès
Située dans le quartier Saint-Victor, elle débute sur la rue d'Endoume et se termine sur la Rue du Commandant-Lamy.

## Origine du nom
Elle porte ce nom en raison de la proximité de l'abbaye Saint-Victor.

## Historique
Avec la Révolution française, l'abbaye Saint-Victor de Marseille devient bien national en 1791. Ayant été le siège de la section 20, sa démolition est actée conformément au décret du 17 nivôse an II (6 janvier 1794) qui prévoit la destruction des églises ayant été un siège de réunion des fédéralistes. Seule l'église sera conservée car elle sert d'abri à des forçats. La partie Sud du couvent s'étendant jusqu'à l'actuelle avenue de la Corse est notamment démolie. Elle comportait le cloître, un dortoir, la salle capitulaire et un bâtiment abritant un puits.
Néanmoins jusque dans les années 1830, les ailes Ouest et Sud du cloître demeurent. Un passage en L faisant le tour de l'église par le Sud et reliant la rue d'Endoume à la rue Sainte est aménagé le long de ces vestiges. La démolition de la partie Ouest permet le prolongement de la partie Nord/Sud de la rue jusqu'à l'avenue de la Corse. La rue en T prend alors le nom de rue du Dormidou en référence au nom donné au dortoir qui abritait les pèlerins passant par Saint-Victor et qui se trouvait à cet emplacement.
La partie Est/Ouest de la rue est classée et prend le nom de « rue de l'Abbaye » le 28 avril 1855. La partie Nord/Sud prend alors le nom de rue de la Maîtrise puis du Commandant Lamy le 14 février 1902.

## Bâtiments remarquables et lieux de mémoire
La rue de l'Abbaye est bordée au Nord par l'église de l'abbaye Saint-Victor de Marseille. 
Quant au côté impair ce sont des bâtiments à hauts rez-de-chaussée dotés d'arches construits le long de l'avenue de la Corse. Leur emplacement correspond à l'aile Sud du cloître. 
Au no 1, durant les XIXe et XXe siècles, s'y succèdent des activités de caviste, fabricants de chaussures, de malles, de stockage pour l'imprimerie municipale... Cette adresse abrite encore six colonnes vestiges du cloître de l'abbaye. 
Un nouveau presbytère est construit en 1860 de ce côté de la rue, à l'angle de la rue du Commandant-Lamy. On trouve encore dans ses caves le puits du couvent.